# Kip Brennan
Christopher „Kip“ Brennan (* 27. August 1980 in Kingston, Ontario) ist ein ehemaliger kanadischer Eishockeyspieler, der im Verlauf seiner aktiven Karriere zwischen 1996 und 2014 unter anderem 355 Spiele in der American Hockey League (AHL) auf der Position des linken Flügelstürmers bestritten hat. Darüber hinaus absolvierte Brennan, der den Spielertyp der Enforcers verkörperte, weitere 61 Partien für die Los Angeles Kings, Atlanta Thrashers, Mighty Ducks of Anaheim und New York Islanders in der National Hockey League (NHL).

## Karriere
Brennan begann seine Karriere als Eishockeyspieler in der kanadischen Juniorenliga Ontario Hockey League (OHL), in der er von 1996 bis 2001 für die Windsor Spitfires und Sudbury Wolves aktiv war. In diesem Zeitraum wurde er zudem im NHL Entry Draft 1998 in der vierten Runde als insgesamt 103. Spieler von den Los Angeles Kings aus der National Hockey League (NHL) ausgewählt. Für das Farmteam der Kings, die Lowell Lock Monsters aus der American Hockey League (AHL), gab er in der Saison 2000/01 parallel sein Debüt im Profieishockey. In den folgenden drei Jahren spielte der Flügelspieler parallel für die Los Angeles Kings in der NHL und deren neuen Kooperationspartner Manchester Monarchs in der AHL.
Im März 2004 wurde Brennan im Rahmen eines Tauschgeschäfts gegen Jeff Cowan an die Atlanta Thrashers abgegeben. Für diese stand er bis Ende der Saison 2003/04 in fünf NHL-Spielen auf dem Eis. Während des NHL-Lockouts verbrachte er die Saison 2004/05 bei Atlantas Farmteam Chicago Wolves in der AHL. Nach Wiederaufnahme des NHL-Spielbetriebs wurde er im August 2005 für Mark Popovic zu den Mighty Ducks of Anaheim transferiert. Bei den Kaliforniern konnte er sich allerdings nicht durchsetzen und bestritt nur zwölf Spiele in der gesamten NHL-Saison für die Mighty Ducks sowie neun für deren AHL-Farmteam Portland Pirates. Die Saison 2006/07 begann der Kanadier bei den Toronto Marlies in der AHL und spielte im weiteren Saisonverlauf für deren Ligarivalen Hershey Bears und die Long Beach Ice Dogs in der ECHL. Im Juli 2007 unterschrieb Brennan einen Vertrag als Free Agent bei den New York Islanders. Auch diese setzten ihn überwiegend in ihrem AHL-Farmteam Bridgeport Sound Tigers ein, während er für New York selbst weitere drei NHL-Partien absolvierte.
Zur Saison 2008/09 wechselte Brennan nach Europa, wo er von HIFK Helsinki aus der finnischen SM-liiga verpflichtet wurde. Nach drei Torvorlagen in 22 Spielen für den Hauptstadtklub, kehrte er zu seinem Ex-AHL-Team aus Hershey zurück, mit dem er am Saisonende den Calder Cup gewann. Zudem spielte er dreimal für deren Kooperationspartner South Carolina Stingrays in der ECHL. Die Saison 2009/10 absolvierte der Linksschütze bei den Springfield Falcons in der AHL. Die Saison 2010/11 begann Brennan bei den Allen Americans in der Central Hockey League (CHL). Für seine neue Mannschaft erzielte er in 31 Spielen 21 Scorerpunkte, davon acht Tore, was für ihn einen neuen persönlichen Rekord seiner Profikarriere darstellte. Ende Februar 2011 wurde er an seinen Ex-Klub Chicago Wolves aus der AHL im Rahmen eines Probeengagements ausgeliehen, kehrte aber für die Playoffs der CHL zu den Allen Americans zurück.
Mitte August 2011 wurde Brennan von Witjas Tschechow aus der Kontinentalen Hockey-Liga (KHL) unter Vertrag genommen. Für den russischen Verein absolvierte der Kanadier in der Saison 2011/12 insgesamt 14 Spiele, in denen er aber 240 Strafminuten sammelte und die Liga damit auch am Saisonende anführte. Zur folgenden Spielzeit kehrte Brennan wieder in die CHL zu den Allen Americans zurück, wechselte im Saisonverlauf aber zum Ligakonkurrenten Arizona Sundogs. Für sein letztes Spieljahr im Profibereich zog es den Flügelstürmer im November 2013 zum kasachischen Klub HK Saryarka Karaganda, mit dem er am Saisonende die Meisterschaft der Wysschaja Hockey-Liga errang.

## Erfolge und Auszeichnungen
- 2009 Calder-Cup-Gewinn mit den Hershey Bears
- 2014 Meister der Wysschaja Hockey-Liga mit dem HK Saryarka Karaganda

## Karrierestatistik
(Legende zur Spielerstatistik: Sp oder GP = absolvierte Spiele; T oder G = erzielte Tore; V oder A = erzielte Assists; Pkt oder Pts = erzielte Scorerpunkte; SM oder PIM = erhaltene Strafminuten; +/− = Plus/Minus-Bilanz; PP = erzielte Überzahltore; SH = erzielte Unterzahltore; GW = erzielte Siegtore; 1 Play-downs/Relegation; Kursiv: Statistik nicht vollständig)